# Assad Bucaram

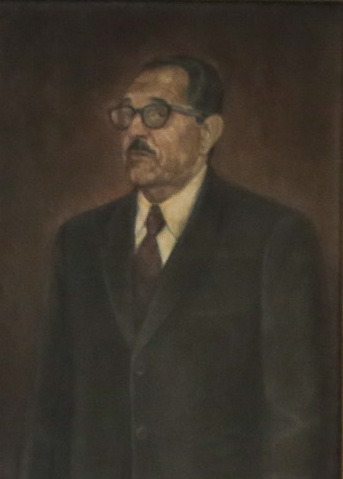
Assad Bucaram

Assad Bucaram (* 24. Dezember 1916 in Ambato; † 5. November 1981 in Guayaquil) war ein ecuadorianischer Politiker der Concentración de Fuerzas Populares (CFP) und Bürgermeister von Guayaquil.
Assad Bucaram wurde als Sohn libanesischer Einwanderer in Ecuador geboren. Bald nach seiner Geburt zogen seine Eltern mit ihm nach Guayaquil. Er war ab 1961 Führer der Concentración de Fuerzas Populares und als solcher von 1962 bis zum Militärputsch 1963 Bürgermeister von Guayaquil. Bucaram musste ins Exil und konnte erst 1966 zurückkehren. In diesem Jahr wurde Bucaram Vizepräsident der Verfassungsgebenden Versammlung. 1967 wurde er erneut zum Bürgermeister Guayaquils gewählt. Nach der Rückkehr zur Demokratie 1979 durfte Assad Bucaram nicht als Präsidentschaftskandidat antreten, dies tat der für dieselbe Partei kandidierende Jaime Roldós, Ehemann der Nichte Bucaráms. Bucaram übernahm die Parlamentspräsidentschaft. Nach der Amtsübernahme von Roldós kam es allerdings zu politischen Differenzen zwischen Roldós und Bucaram, in deren Folge Roldós 1980 als Abspaltung von der CFP eine eigene Partei Pueblo, Cambio y Democracia (dt. Volk, Veränderung und Demokratie) gründete.